# Arsenale imperiale ottomano
L'Arsenale imperiale (in turco ottomano Tersâne-i Âmire) fu la principale base cantieristica navale dell'Impero ottomano dal XVI secolo alla fine dell'Impero. Si trovava sul Corno d'Oro nella capitale ottomana Costantinopoli (l'odierna Istanbul).

## Etimologia
I turchi ottomani utilizzavano la parola liman (dal greco limēn) per riferirsi in generale ai porti, ma nel XV secolo adottarono e iniziarono sempre più ad usare anche il termine tersane (spesso interpretato erroneamente con tershane, incorporando il termine hane, "casa") dall'italiano darsena, "cantiere navale", in maniera analoga all'origine della parola "arsenale" che a sua volta derivava dall'arabo dār al-sināʿa.

## Storia
Nel corso della loro espansione, gli ottomani conquistarono numerosi porti e cantieri navali sulle coste dell'Egeo e del Mar Nero, come quelli di Iznikmid (Nicomedia, l'odierna İzmit), Gemlik (Cius) e Aydincik (Kyzikos). La principale base navale e arsenale della marina ottomana durante il primo periodo, tuttavia, era a Gallipoli, che fu definitivamente occupata dagli ottomani nel 1377.
Dopo la caduta di Costantinopoli nel 1453, il sultano Maometto II (r. 1444-1446, 1451-1481) fondò un cantiere navale imperiale attraverso il Corno d'Oro nella Costantinopoli vera e propria, nell'ex sobborgo genovese di Galata, probabilmente sullo stesso sito genovese del vetus tersana ("vecchio cantiere navale"). I lavori per il nuovo arsenale furono completati sotto il regno del successore di Maometto Bayezid II (r. 1481-1512), ma nell'inverno 1513/1514 Selim I (r. 1512-1520) avviò una grande espansione, per la quale furono stanziati dal tesoro 200.000 ducati. Oltre ai cantieri navali, furono costruiti bacini di carenaggio coperti per facilitare la manutenzione delle navi da guerra durante l'inverno. Nel 1515, con 160 moli costruiti, la principale base navale ottomana fu trasferita nell'arsenale di Galata, la quale aveva superato Gallipoli. Nella mappa di Piri Reis del 1526, l'arsenale è mostrato come una linea continua di banchine lungo la sponda settentrionale del Corno d'Oro, dalla porta di Azab Kapisi alle vicinanze di Hasköy. Il nome "Tershane" fu ufficialmente applicato al cantiere di Galata più o meno nello stesso periodo.
Nel 1546-1549, Sokollu Mehmed Pascià costruì un piccolo magazzino in pietra, con un tetto piatto ricoperto di piombo, dietro ogni molo, per lo stoccaggio degli attrezzi delle navi e dei materiali da costruzione navale. Murò anche i terreni dell'arsenale dalla loro parte verso terra per nasconderne l'attività da occhi indiscreti. Inoltre, durante il regno di Solimano il Magnifico l'arsenale conteneva un magazzino per i remi, il "magazzino dei settanta capitani" che ospitava attrezzature per 70 navi e altri sette magazzini, gli uffici (divanhane) del Capitan pascià (l'ammiraglio), la torre della polveriera, la prigione di Sanbola, il padiglione di Cirid Meydan, le porte di Şahkulu e il porto di Meyyit. Nel 1557 l'arsenale contava 123 moli. In seguito alla distruzione della flotta ottomana nella battaglia di Lepanto (1571), l'Arsenale imperiale fu ampiamente rinnovato, con otto nuovi cantieri navali costruiti nell'entroterra, che circondavano il giardino reale (has bahçe). Fino alla fine del XVI secolo erano stati costruiti due grandi magazzini: il magazzino Kurşunlu, per la costruzione navale, i materiali per il sartiame e altre attrezzature navali, e un magazzino per il legname.
Fino alla metà del XVII secolo, il numero di banchine era salito a 140. Al suo apice nel XVI e XVII secolo, l'Arsenale imperiale era una grande realtà industriale, "con bacini di carenaggio, cantieri navali, magazzini, una filanda per fare cordami e fonderie di ferro (per realizzare ancore), integrate da edifici pubblici, tra cui una moschea, fontane, un ospedale e una prigione, tutti raggruppati nel Corno d'Oro". Tuttavia, il XVII secolo vide un declino: nel 1601 il cantiere aveva 3524 dipendenti ma questo numero diminuì costantemente, arrivando a 726 nel 1700. Durante questo periodo un numero crescente di lavori venne svolto da altri cantieri navali. Ciò era facilitato dal fatto che le galee, che costituivano il grosso della marina ottomana fino alla fine del XVII secolo, potevano essere costruite da qualsiasi abile maestro d'ascia, e che di conseguenza erano spesso costruite nelle province in siti costieri o fluviali e venivano solo portate all'Arsenale imperiale per l'allestimento.

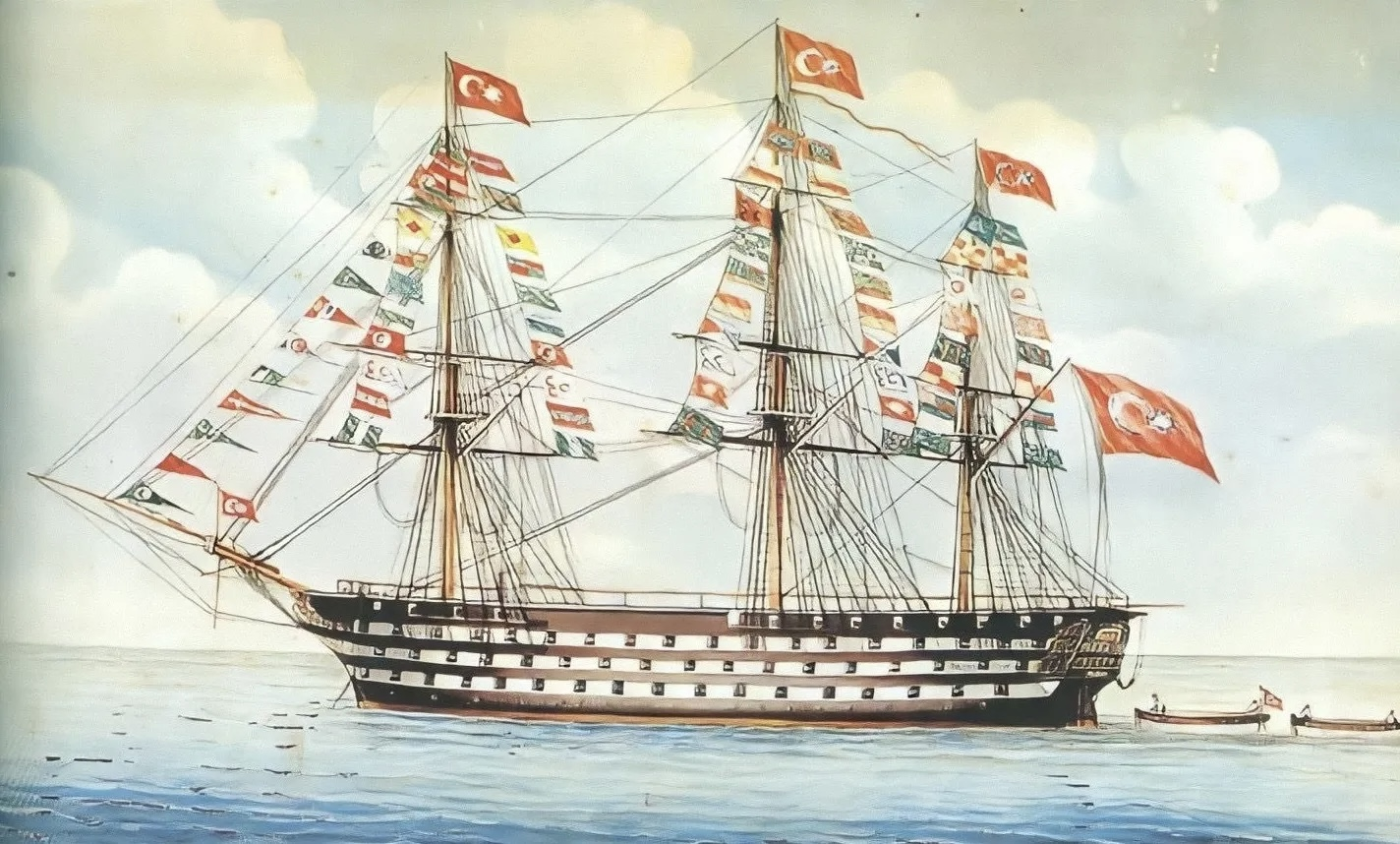
La Mahmudiye (1829), costruita dall'Arsenale Imperiale, fu per molti anni la più grande nave da guerra del mondo

Con l'introduzione dei galeoni alla fine del XVII secolo, e successivamente con i piroscafi e le corazzate, ciò non era più possibile e gli interventi della costruzione navale dell'Impero si concentrarono nell'Arsenale imperiale di Galata. Tuttavia, durante il XVIII secolo le navi da guerra lì costruite non erano di alta qualità, come dimostrato durante gli scontri con la Marina Imperiale Russa durante la guerra russo-turca del 1768-1774. Ciò portò a un altro ciclo di riforme sotto il Capitan pascià Cezayirli Gazi Hasan, inclusa l'istituzione di una scuola di ingegneria navale nel 1775/1776 (Hendese Odasi, poi Mühendishane-i Bahr-i Hümâyûn). Allo stesso tempo, furono chiamati esperti navali francesi a insegnare nuove tecniche ai maestri d'ascia ottomani: gli ingegneri Le Roi e Durest, e, nel 1793, Jacques-Balthazard le Brun, che costruì diverse navi per il sultano Selim III (r. 1789-1807). Inoltre, all'interno dell'Arsenale fu costruito nel 1805 un moderno ospedale, seguito dalla prima accademia medica (Tibhane) nel 1806. Nel 1797-1800 fu costruito un grande bacino di carenaggio per la manutenzione delle moderne navi di linea, un secondo nel 1821-1825 e un terzo nel 1857-1870.
Nel 1838, sotto l'egida dell'americano Foster Rhodes, l'Arsenale imperiale produsse il suo primo piroscafo. Sotto il regno di Abdülmecid I (r. 1839-1861), l'Arsenale imperiale arrivò in stato di abbandono e in scarsità di investimenti. Abdülmecid avviò un massiccio programma di investimenti che modernizzò non solo l'Arsenale imperiale ma anche i cantieri navali di Izmit e Gemlik.
Oggi gli impianti continuano ad operare sotto il nome di Haliç Tersaneleri ("Cantieri navali di Haliç [Corno d'Oro]"). Questi cantieri navali consistono di tre installazioni separate: i cantieri navali "Haliç", "Camialtı" e "Taşkızak".

## Amministrazione
L'Arsenale imperiale era sotto la diretta supervisione del Capitan pascià e la sua amministrazione era guidata da tre funzionari: il kethüda, l'agha e l'emin. L'emin era l'ufficiale fiscale capo, e quindi il funzionario più importante; il suo staff teneva gli inventari e i registri di tutti gli stabilimenti dell'Arsenale ed era responsabile delle spese. C'era anche un registro aggiuntivo con un reis ("capo") dell'Arsenale, un reis del porto, il çavuş (messaggero") dell'Arsenale e i sovrintendenti ai registri. Gli amministratori erano in genere assegnati per due anni, ed erano ben pagati, a 5000 akçe. Di fronte al defterdar (uno dei ministri del tesoro) era responsabile anche il segretario del cantiere, come capo della contabilità. I registri erano tenuti nel sistema del merdiban e venivano disposti in conti speciali per il legno (vitale in tutti gli aspetti della costruzione navale) e anche per gli schiavi e i detenuti (che erano trattati come una risorsa e lavoravano nei cantieri o come rematori sulle navi). Molti materiali erano acquistati da altre parti dell'impero; corda dall'Egitto, pece dalla Tracia, ferramenta dalla Bulgaria.
Nell'età della vela (fine XVII-metà del XIX secolo), anche il sovrintendente, il tesoriere e lo scriba di ogni nave erano considerati parte del corpo degli ufficiali, mentre "capitani, marinai, sorveglianti, messaggeri, maestri d'ascia, calafati, fabbricanti di remi, fabbri, riparatori, rimorchiatori, fabbricanti di granate, guardie e personale in pensione" erano compresi nella numerosa "gente comune" dell'Arsenale.
Come parte delle riforme militari di Selim III, il tersane emini fu sostituito nel 1804 dal Ministero degli affari navali (Umur-ı Bahriye Nezareti), mentre l'anno successivo furono creati un moderno dipartimento finanziario e una tesoreria per l'Arsenale. Nel 1845 fu creato il Ministero separato dell'Arsenale imperiale (Tersane-i Amire Nezareti).